# Браниц

Расположение на карте Котбуса

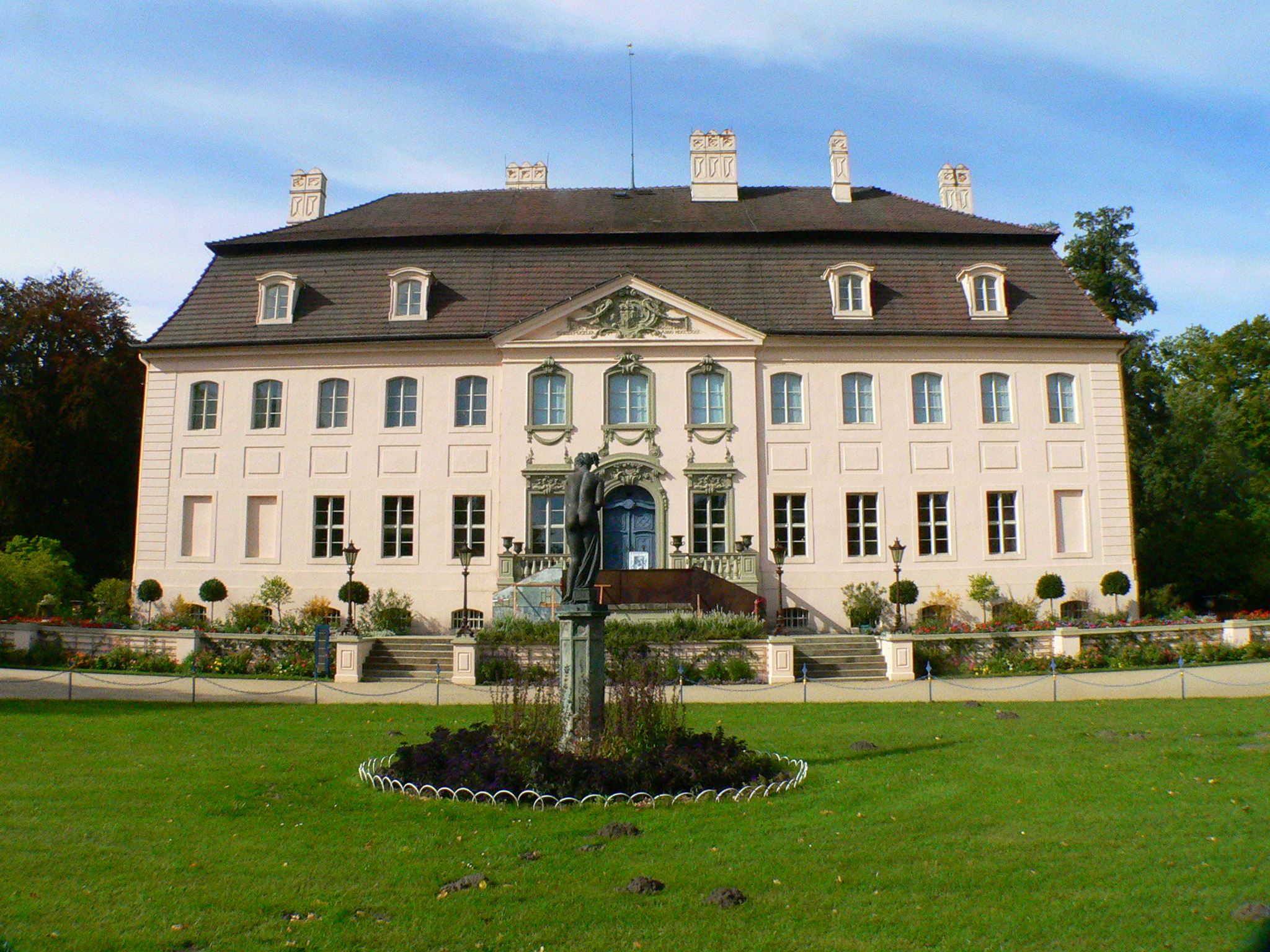

Бра́ниц или Ро́геньц (нем. Branitz; н.-луж. Rogeńc) — один из районов Котбуса, федеральная земля Бранденбург, Германия.

## География
Расположен в восточной части города восточнее реки Шпрее. В районе находится Браницкий парк (Рогеньский парк, н.-луж. Rogeński park), созданный на заброшенных землях в XIX веке Германом фон Пюклер-Мускау. Подразделяется на две части: на юге района находится исторический Браниц и на севере — Браницкое поселение (Branitzer siedlung, Rogeńske sedlišćo), между которыми расположен Браницкий парк. На юго-востоке находится Браницкое озеро (Branitzer See, Rogeński kupański jazor).
На севере района проходит железнодорожная линия Котбус — Жары и на юго-западе — железнодорожная линия Котбус — Шпремберг.
Соседние городские районы: на северо-востоке — Диссенхен (Дешанк), на юго-востоке — Карен (Корень), на юге — Кикебуш (Кибуш), на юго-западе — Мадлов (Модлей), на западе — Шпрембергер-Форштадт (Гродкойске-Пшедместо) и на северо-западе — Зандов (Жандов). На востоке граничит с общиной Нойхаузен и районом Шпре-Найсе.

## История
Серболужицкое наименование «Рогеньц» произошло от слова, обозначающего «рог, угол». В переносном смысле обозначает «место на крутом повороте реки». Другой вариант славянского названия населённого пункта — Броничи, произошло от личного имени «Бран».
Впервые населённый пункт упоминается в 1449 году под наименованием «Branicz».
В середине XV века деревня принадлежала графскому роду фон Крахт. В последующее время населённый пункт принадлежал аристократическим родам фон Вердек, фон Кёкриц, фон Забельтиц и фон Мош. В 1696 году населённый пункт приобрёл в собственность Август Сильвиус фон Пюклер (1657—1742). Последним представителем этого рода был собственник Браницкого замка Генрих Граф фон Пюклер (+ 1944).
До 1993 года Браниц входил в состав района Шпре-Найсе, после чего во время территориально-административной реформы вошёл в городские границы Котбуса в статусе отдельного района.
В настоящее время входит в состав культурно-территориальной автономии «Лужицкая поселенческая область», на территории которой действуют законодательные акты земель Саксонии и Бранденбурга, содействующие сохранению лужицких языков и культуры лужичан.
Историческое серболужицкое наименование:
- Rogeṅz

## Население
Официальным языком в районе, помимо немецкого, является также нижнелужицкий язык.
Согласно статистическому сочинению «Dodawki k statisticy a etnografiji łužickich Serbow» Арношта Муки в 1884 году в деревне проживало 610 жителей (из них — 405 лужичан (66 %).
Лужицкий демограф Арношт Черник в своём сочинении «Die Entwicklung der sorbischen Bevölkerung» указывает, что в 1956 году при общей численности в 875 жителей серболужицкое население деревни составляло 1,4 % (из них 8 взрослых владели активно нижнелужицким языком, 3 взрослых — пассивно и 1 несовершеннолетний свободно владел языком).
| 1884 | 1956 | 2006 | 2007 | 2008 | 2009 | 2010 | 2011 | 2012 | 2013 | 2017 | 2018 | 2019 | 2020 | 2021 |
| ---- | ---- | ---- | ---- | ---- | ---- | ---- | ---- | ---- | ---- | ---- | ---- | ---- | ---- | ---- |
| 610  | 875  | 1380 | 1369 | 1385 | 1396 | 1403 | 1421 | 1397 | 1411 | 1441 | 1475 | 1456 | 1442 | 1452 |